# Семибратское
Семибратское — деревня в Коломенском Городском округе Московской области, входит в состав Проводниковского сельского поселения. Население — 86 чел. (2010).
До 2005 года относилась Федосьинскому сельскому округу .

## Население
| 2002 | 2006 | 2010 |
| ---- | ---- | ---- |
| 93   | ↗96  | ↘86  |

## Транспорт
Деревня соединена с административным центром района городом Коломной автобусными маршрутами (№ 33: Коломна — Семибратское — Лукерьино, № 54: Коломна — Семибратское — Колодкино).

## Расположение
- Расстояние от административного центра поселения — посёлка Проводник
  - 7 км на юго-восток от центра посёлка
  - 7 км по дороге от границы посёлка
- Расстояние от административного центра района — города Коломны
  - 7 км на северо-запад от центра города
  - 3 км по дороге от границы города

## Люди, связанные с деревней
- Василий Александрович Зайцев — советский лётчик-истребитель.